# بري (بلجيكا)
بري (بالفرنسية: Brée، بالهولندية: Bree) هي مدينة في مقاطعة ليمبورغ البلجيكية. في 1 يناير 2006، بلغ عدد سكان بري 14،503 نسمة. تبلغ المساحة الإجمالية 64.96 كيلومتر مربع (25.08 ميل مربع) مما يعطيها كثافة سكانية تبلغ 223 نسمة لكل كيلومتر مربع (580 / ميل مربع). رئيس بلدية بريي هو ليسبيث فان دير أويرا. تُعرف بري أيضًا باسم جوهرة الكامبين.[بحاجة لمصدر]

## المناخ
المناخ في هذه المنطقة لديه اختلافات طفيفة بين الارتفاعات والانخفاضات، وهناك كمية كافية من الأمطار على مدار السنة.
| البيانات المناخية لـبري           | البيانات المناخية لـبري | البيانات المناخية لـبري | البيانات المناخية لـبري | البيانات المناخية لـبري | البيانات المناخية لـبري | البيانات المناخية لـبري | البيانات المناخية لـبري | البيانات المناخية لـبري | البيانات المناخية لـبري | البيانات المناخية لـبري | البيانات المناخية لـبري | البيانات المناخية لـبري | البيانات المناخية لـبري |
| الشهر                             | يناير                   | فبراير                  | مارس                    | أبريل                   | مايو                    | يونيو                   | يوليو                   | أغسطس                   | سبتمبر                  | أكتوبر                  | نوفمبر                  | ديسمبر                  | المعدل السنوي           |
| --------------------------------- | ----------------------- | ----------------------- | ----------------------- | ----------------------- | ----------------------- | ----------------------- | ----------------------- | ----------------------- | ----------------------- | ----------------------- | ----------------------- | ----------------------- | ----------------------- |
| متوسط درجة الحرارة الكبرى °م (°ف) | 4 (40)                  | 5 (41)                  | 10 (50)                 | 14 (58)                 | 19 (66)                 | 22 (71)                 | 23 (74)                 | 23 (74)                 | 20 (68)                 | 15 (59)                 | 9 (49)                  | 6 (42)                  | 14 (58)                 |
| متوسط درجة الحرارة الصغرى °م (°ف) | −1 (31)                 | −2 (29)                 | 1 (34)                  | 3 (38)                  | 7 (45)                  | 10 (50)                 | 12 (54)                 | 12 (54)                 | 10 (50)                 | 6 (43)                  | 3 (38)                  | 1 (34)                  | 6 (42)                  |
| الهطول سم (إنش)                   | 13 (5)                  | 6.1 (2.4)               | 5.6 (2.2)               | 5.1 (2)                 | 5.8 (2.3)               | 7.4 (2.9)               | 7.6 (3)                 | 14 (5.5)                | 7.9 (3.1)               | 10 (4)                  | 7.9 (3.1)               | 8.9 (3.5)               | 99 (38.9)               |
| المصدر: Weatherbase               |                         |                         |                         |                         |                         |                         |                         |                         |                         |                         |                         |                         |                         |

## السكان المشاهير
- كيم كلايسترز، لاعبة تنس
- ليو كليسترز، لاعب كرة قدم والد كيم
- تيبو كورتوا، لاعب كرة قدم مع ريال مدريد ومنتخب بلجيكا لكرة القدم
- ستيفان ايفرتس، متسابق موتوكروس، بطل العالم 10 مرات في موتوكروس
- جوني غاليكي، ممثل أمريكي ولد في بري
- باس ليندرز، سائق سباقات
- ماكس فيرستابين، سائق فورمولا ون مع فريق ريد بول

## المدن التوائم
بري توأمة مع أربع مدن:
- ألمانيا، غيلدرن
- إسبانيا، سالومو
- إيطاليا، فولباغو
- الصين، يانغتشو

## وصلات خارجية
- الموقع الرسمي باللغة الهولندية